# Tjeckiens parlament

Tjeckiens statsvapen.

Tjeckiens parlament innehar den lagstiftande makten i Tjeckien och återfinns i huvudstaden Prag. Parlamentet består av två direktvalda kammare (bikameralism): senaten och deputeradekammaren.

## Bakgrund
Deputeradekammaren (tjeckiska: Poslanecká sněmovna) motsvarar ett underhus och har 200 ledamöter som väljs för fyraårsperioder. Senaten (tjeckiska: Senát) motsvarar ett överhus och har 81 ledamöter som väljs för sexårsperioder. Deputeradekammaren är mer inflytelserikt är senaten och kan genomdriva ett lagförslag med absolut majoritet trots veto från senaten. 
De båda kamrarna utser gemensamt domare i Tjeckiens konstitutionsdomstol. Tjeckiens president är efter 2013 folkvald, men utsåg innan indirekt av parlamentets båda kamrar.
Deputerandekammaren sammträder i Thunpalatset och senaten sammaträder i Wallensteinpalatset.